# Cadereyta Jiménez
Cadereyta Jiménez is een stadje in de Mexicaanse staat Nuevo León. De plaats heeft 56.552 inwoners (census 2005) en is de hoofdplaats van de gemeente Cadereyta Jiménez.

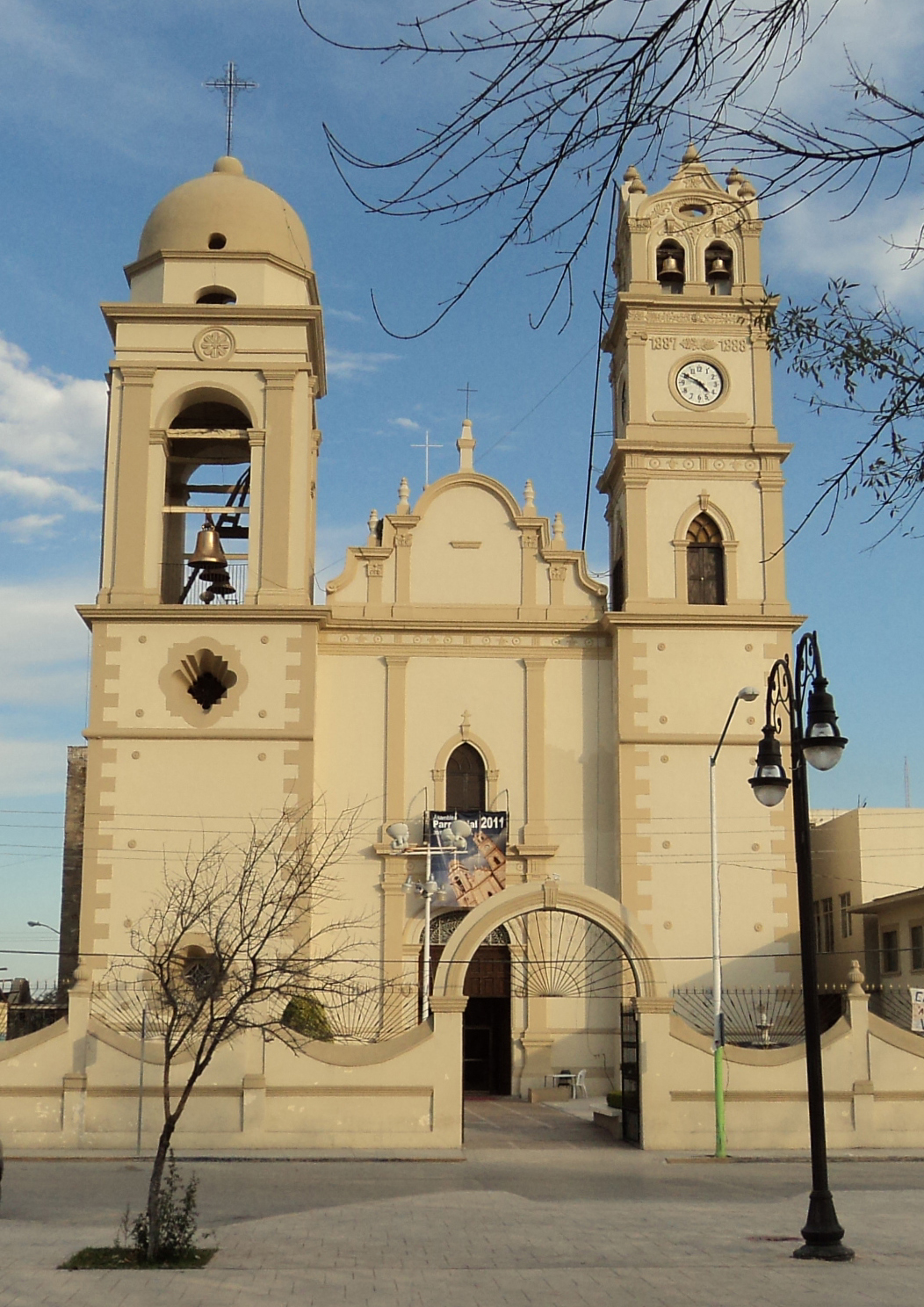
Kerk van Cadereyta Jiménez
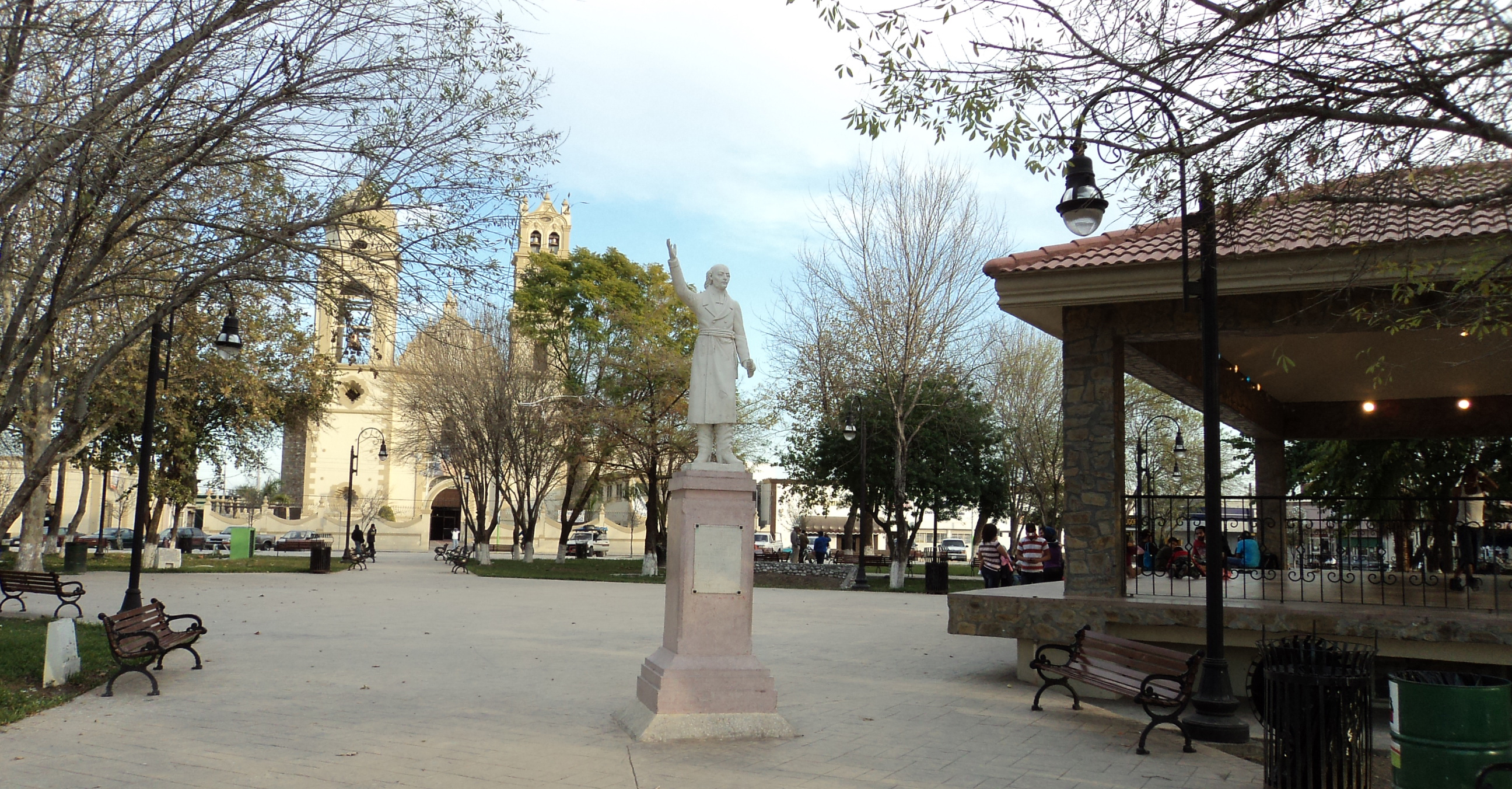
Plein in het centrum van Cadereyta Jiménez
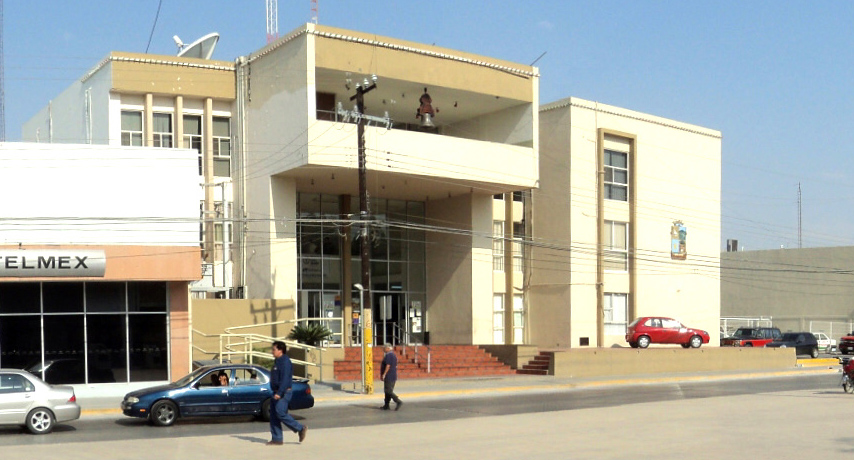
Gemeentehuis